# Бондарчук, Владимир Гаврилович
Владимир Гаврилович Бондарчук (укр. Володимир Гаврилович Бондарчук; 29 июля 1905, с. Дениши (теперь Житомирской области Украины) — 27 февраля 1993, Киев) — советский и украинский учёный-геолог, педагог, доктор геолого-минералогических наук (1941), ректор Киевского государственного университета им. Т. Г. Шевченко (1944—1951), государственный деятель — заместитель Председателя Совета Министров УССР (1951—1953), академик АН УССР (1951), заслуженный деятель науки УССР (1970), лауреат Государственной премии УССР в области науки и техники (1976).

## Биография
В 1924 году окончил естественно-географическое отделение Волынского института народного образования (Житомир). С 1926 по 1929 учился в аспирантуре украинской научно-исследовательского геологического института по специальности «палеонтология и стратиграфия».
С 1923 по 1938 работал в украинском геолого-разведывательном управлении. Одновременно — доцент Киевского горно-геологического института (1930—1935). С 1938 В. Г. Бондарчук — на постоянной научной работе в Институте геологических наук АН УССР.
На протяжении многих лет проводил большую научно-организационную работу: проректор (1935—1941) и ректор (1944—1951) Киевского университета, заместитель Председателя Совета Министров УССР (1951—1953), директор Института геологических наук АН УССР (1953—1963), заведующий отделом геотектоники и четвертичной геологии ИГН АН УССР (1963—1986).
Похоронен на Байковом кладбище в Киеве.

## Награды
- орден Октябрьской Революции (28.07.1974);
- дважды орден Трудового Красного Знамени (23.01.1948; 20.07.1971);
- орден Дружбы народов (26.07.1985);
- медали.

## Научная деятельность
Диапазон научных интересов В. Г. Бондарчука охватывает геотектонику, геоморфологию, общую
и региональную геологию, геологию антропогена, стратиграфию, палеонтологию палеогеографию, геологию полезных ископаемых. Занимался также планетарной
геоморфологией — распределением материков и океанов, космогенных рельефов, структурно-геоморфологическими образованиями материковой земной коры, тектогенезом и горообразованием на всех материках.
В. Г. Бондарчук известен как создатель нового теоретического направления в геологической науке — тектоорогении и учения о тектоносфере.

## Избранная библиография
- Бондарчук В. Г. История Земли. — 1938.
- Бондарчук В. Г. Тектоорогения / Отв. ред. А. П. Маркевич. — Киев, 1946. — 264 с. — 2000 экз.
- Бондарчук В. Г. Минеральные богатства УССР. — 1948.
- Бондарчук В. Г. Внутреннее строение Земли. — 1957.
- Бондарчук В. Г. Земная кора, её структура и развитие. — 1959.
- Бондарчук В. Г. Геология Украины. — 1959.
- Бондарчук В. Г. Основные вопросы тектоорогении. — Киев: Изд-во АН УССР, 1961. — 382 с. — (Труды Института геологических наук. Серия геотектоники и геофизики / АН УССР; Вып. 8).
- Бондарчук В. Г. Строение четвертичных отложений и проблемы геологии квартера Украины. — 1961.
- Бондарчук В. Г. Структура земной коры : (С картой масштаба 1 : 27 000 000). — Киев: Изд-во АН УССР, 1962. — 44 с. — (Труды Института геологических наук АН УССР. Серия геотектоники / АН УССР; Вып. 12).
- Бондарчук В. Г. Тектоника Карпат. — Киев: Изд-во АН УССР, 1962. — 116 с. — (Труды Института геологических наук. Серия геотектоники / АН УССР; Вып. 10).
- Бондарчук В. Г. Геология месторождений полезных ископаемых. — 1966.
- Бондарчук В. Г. Богатства недр Украины. — 1968.
- Бондарчук В. Г. Стратиграфия УССР. — 1969.
- Бондарчук В. Г. Движение и структура тектоносферы: (Основы теории строения земной коры). — Киев: Наукова думка, 1970. — 192 с.
- Бондарчук В. Г. Очерки по региональной тектоорогении / АН УССР. Ин-т геол. наук. — Киев: Наукова думка, 1972. — 260 с.
- Бондарчук В. Г. Образование и законы развития земной коры / АН УССР, Ин-т геол. наук. — Киев: Наукова думка, 1975. — 168 с.
- Бондарчук В. Г. Строение дна океана. — 1975.

Автор ряда учебников, в том числе «Курс общей геологии» (1947), «Основи геоморфологии» (1949), «Геоморфология УССР» (1949), «Геологическое строение Украинской ССР» (1963), «Геология для всех» (1970) и др.
Популяризатор геологических знаний. Этому вопросу он посвятил около 20 своих книг, в частности:
- Бондарчук В. Г. Вулканы и землетрясения. — 1955.
- Бондарчук В. Г. Советские Карпаты. — 1957.
- Бондарчук В. Г. Украина Советская. — 1958.
- Бондарчук В. Г. Виды Советской Украины. — 1946.
- Бондарчук В. Г. Как человек узнает о прошлом Земли. — 1947.
- Бондарчук В. Г. Геологические памятники Украины. — Киев, 1961. — 80 с. — (Серия 6/ О-во по распространению полит. и науч. знаний УССР; № 13-14).
- Бондарчук В. Г. Земля, по которой мы ходим. — 1969.
- Бондарчук В. Г. Годы, достойные столетий. — 1975.

## Педагогическая деятельность
Под его руководством подготовлено более 30 кандидатов и 10 докторов наук.